# Thales Australia
Thales Australia (dawniej Australian Defence Industries i ADI Limited) – australijskie przedsiębiorstwo z branży obronnej. Jest spółką zależną francuskiego konglomeratu technologicznego Thales Group.
Thales Australia była zaangażowana w liczne programy we współpracy z Australijskimi Siłami Obronnymi, a także podmiotami zagranicznymi. Specjalizuje się w projektowaniu i dostarczaniu różnorodnych systemów, produktów i usług zarówno dla sektora komercyjnego, jak i obronnego.

## Usługi
Początki firmy sięgają lat dziewięćdziesiątych XIX wieku. Stopniowo rozwijała ona swoją bazę przemysłową i stała się wiodącym lokalnym dostawcą sprzętu obronnego, zajmującym się projektowaniem, produkcją i wsparciem technicznym różnych systemów obronnych. W związku z tym firma, wcześniej znana jako Australian Defence Industries (ADI), obsługiwała liczne długoterminowe kontrakty z rządem australijskim i Australijskimi Siłami Obronnymi.
Przez wiele lat ADI było jedynym rodzimym kontraktorem obronnym w Australii, jednak w 1997 roku powstał rywal w postaci Tenix Defence jako spółki zależnej Tenix Group. Podczas gdy w pewnym momencie Tenix Defence wyparł ADI jako największego wykonawcę wojskowego w kraju, brytyjska firma zbrojeniowa BAE Systems zakończyła przejęcie Tenix Defence w czerwcu 2008 roku w zamian za 775 milionów dolarów australijskich (373 miliony funtów).
Przez większą część istnienia firmy ADI mieściło się w bazie marynarki wojennej Garden Island w Sydney, posiadało także zakład badawczo-rozwojowy/produkcyjny w Brisbane. W 2004 r. ADI złożyło kontrowersyjny wniosek do Australijskiej Komisji Równych Szans o wykluczenie pracowników niektórych narodowości ze względów bezpieczeństwa.
W październiku 2006 r. ogłoszono, że australijski rząd federalny zezwolił regionalnemu konglomeratowi Transfield Holdings na sprzedaż 50% udziałów w ADI australijskiemu holdingowi Thales Group, australijskiemu oddziałowi francuskiej firmy inżynierii wojskowej. W związku z tym wszystkie operacje ADI zostały przejęte przez firmę, która jest teraz znana jako Thales Australia.
Według doniesień do 2010 r. Thales Australia zatrudniała 3300 osób w 35 lokalizacjach, z których większość znajdowała się w Nowej Południowej Walii i Wiktorii. Jednocześnie około 65 procent działalności firmy dotyczyło sektora obronnego, a pozostałą część stanowił transport, bezpieczeństwo i lotnictwo. Do 2020 roku firma otworzyła dwa dodatkowe zakłady i zatrudniała 3900 pracowników w całej Australii.
Thales Australia brała udział w różnych programach lotniczych, specjalizując się w awionice i elektronice lotniczej. Do 2010 roku firma była zaangażowana w programy śmigłowców Eurocopter Tiger i NHIndustries NH90, pełniąc funkcję głównego dostawcy usług konserwacji, części zamiennych i systemów na rzecz Australijskich Sił Obronnych. Jest również dostawcą różnych systemów awionicznych i podsystemów, w tym mapowania cyfrowego, nawigacji, komunikacji, systemów walki elektronicznej, komputerów pokładowych, symulatorów lotu, sonarów i urządzeń do wykrywania min. Firma opracowała szereg rozwiązań dotyczących kontroli ruchu lotniczego.
Do 2010 roku jednym z rozwijających się sektorów firmy był dział usług. Thales Australia zrealizował różne programy związane z transportem zbiorowym i infrastrukturą publiczną, w tym system sprzedaży biletów transportu publicznego w Auckland, projektowanie i wdrażanie infrastruktury pobierania opłat drogowych. Thales Australia oferuje również liczne usługi związane z bezpieczeństwem, w tym bezpieczną komunikację, bezpieczeństwo infrastruktury, technologie ochrony granic i kryptografię.